# نواه هاميلتون روز
نواه هاميلتون روز (بالإنجليزية: Noah Hamilton Rose)‏ هو مصور أمريكي، ولد في 9 أبريل 1874، وتوفي في 25 يناير 1952.

## معرض صور

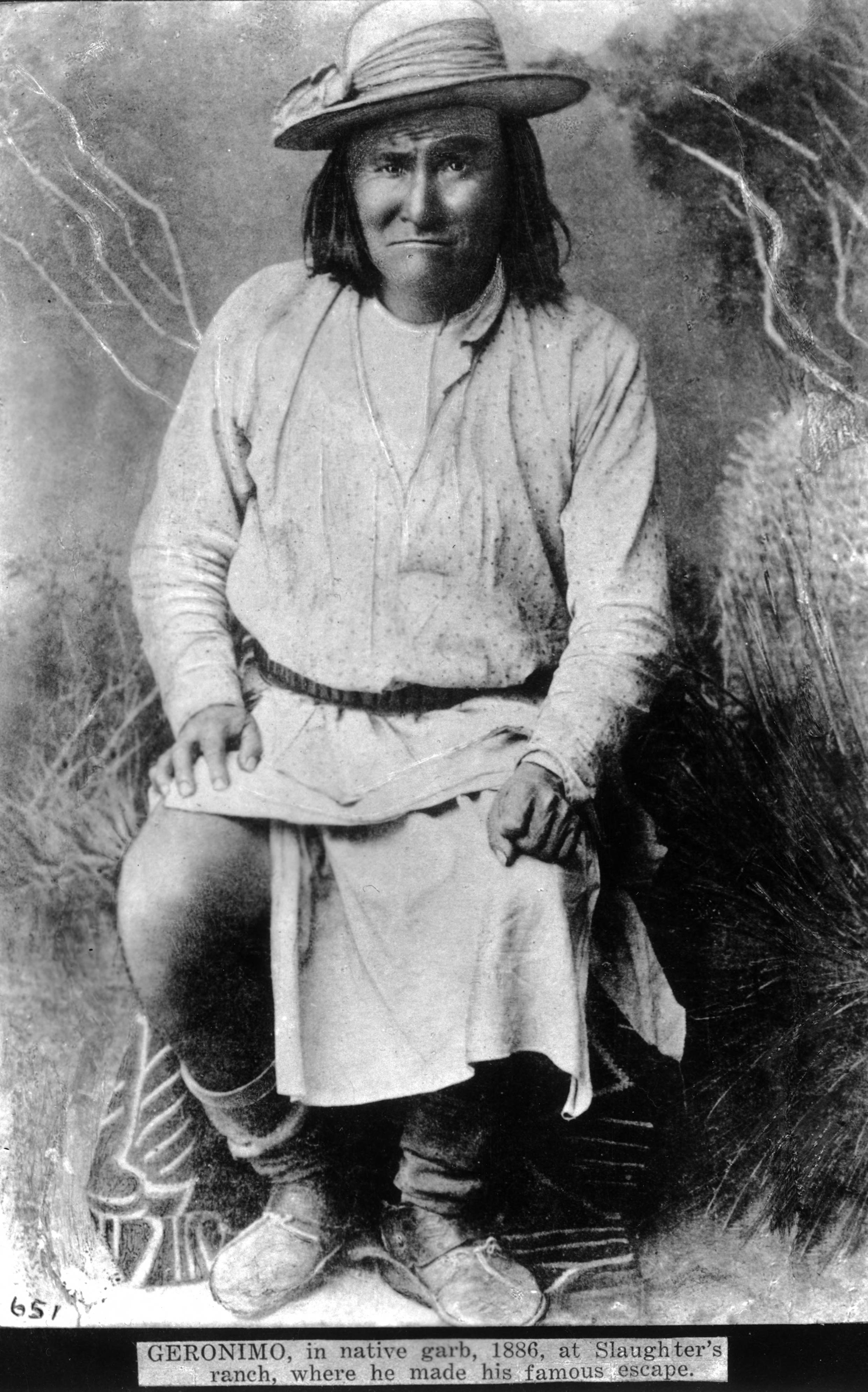
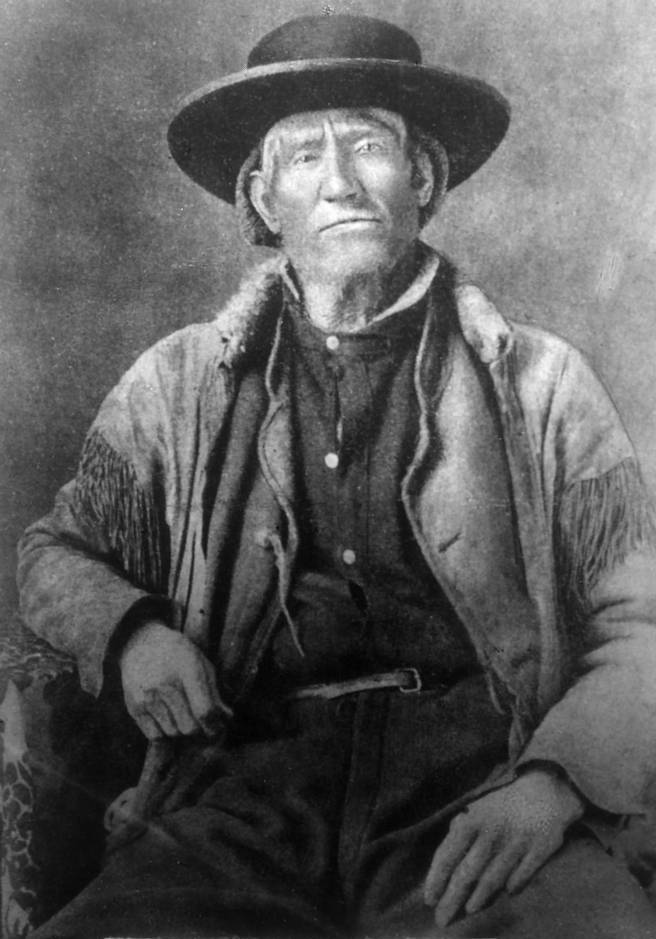
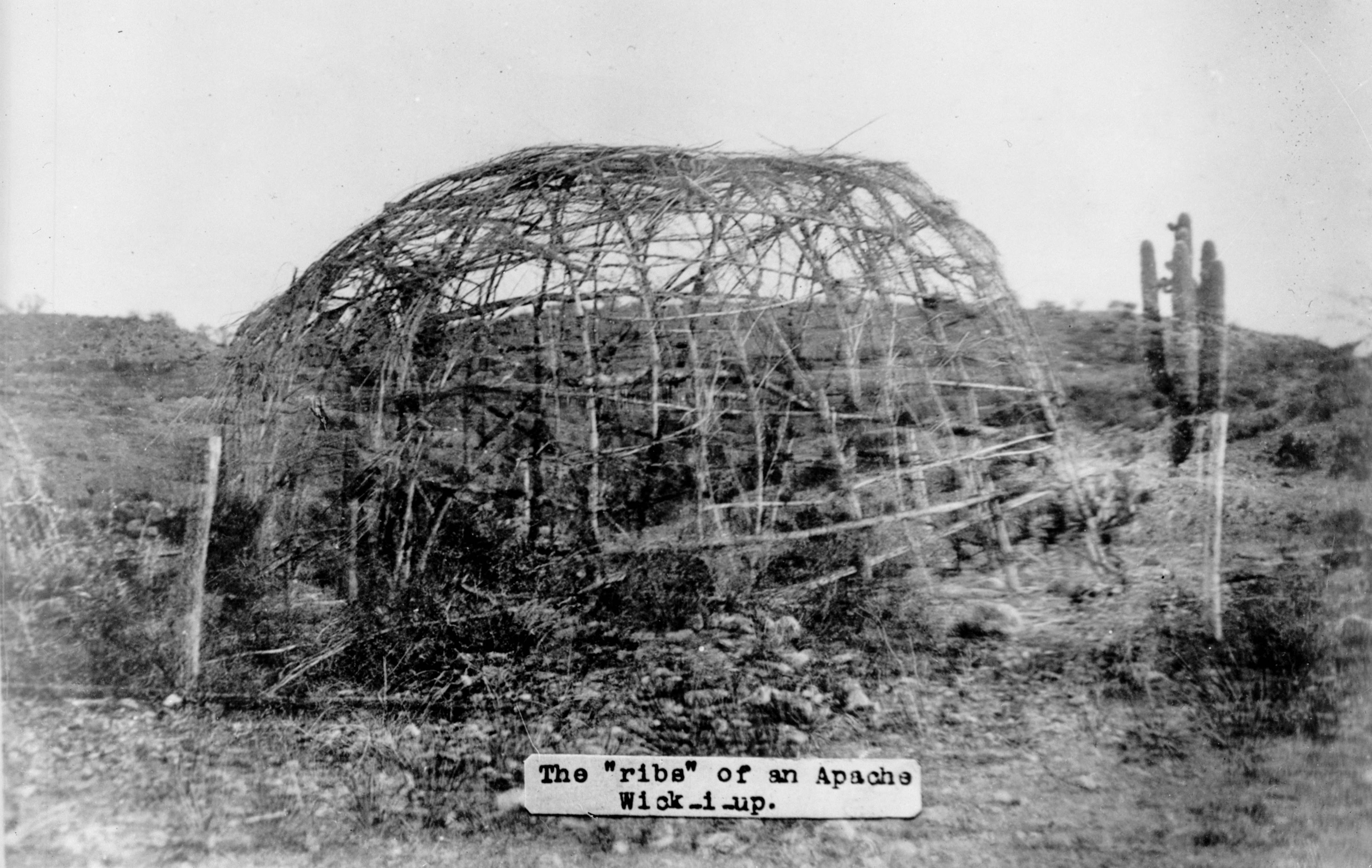
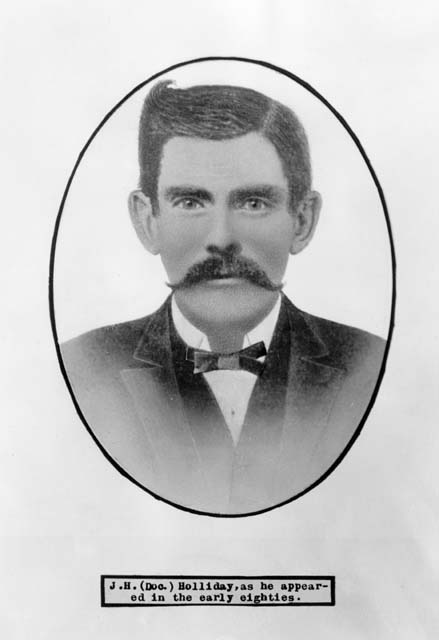